# Harry Hooper
Harold „Harry” Hooper (ur. 14 czerwca 1933 w Pittington, zm. 26 sierpnia 2020) – angielski piłkarz występujący podczas kariery na pozycji napastnika.

## Kariera klubowa
Harry Hooper piłkarską karierę rozpoczął w 1950 w drugoligowym stołecznym klubie West Ham United. W 1956 został zawodnikiem pierwszoligowego Wolverhampton Wanderers. W 1957 za sumę 20 tys. funtów przeszedł do Birmingham City. Z klubem z Birmingham dotarł do finału w Pucharze Miast Targowych w 1960, w którym uległa Barcelonie (Hooper wystąpił w obu meczach finałowych, w drugim z nich zdobył jedyną bramkę dla City). Jesienią 1960 za 18 tys. funtów przeszedł do drugoligowego Sunderlandu. Ostatnie lata spędził w amatorskich klubach, ostatecznie kończąc w Heanor Town w 1968.
| Sezon   | Klub                         | Kraj   | Rozgrywki    | Mecze | Bramki |
| ------- | ---------------------------- | ------ | ------------ | ----- | ------ |
| 1950/51 | West Ham United F.C.         | Anglia | Division Two | 11    | 3      |
| 1951/52 | West Ham United F.C.         | Anglia | Division Two | 2     | 0      |
| 1952/53 | West Ham United F.C.         | Anglia | Division Two | 12    | 4      |
| 1953/54 | West Ham United F.C.         | Anglia | Division Two | 23    | 6      |
| 1954/55 | West Ham United F.C.         | Anglia | Division Two | 41    | 11     |
| 1955/56 | West Ham United F.C.         | Anglia | Division Two | 30    | 15     |
| 1956/57 | Wolverhampton Wanderers F.C. | Anglia | Division One | 39    | 19     |
| 1957/58 | Birmingham City F.C.         | Anglia | Division One | 22    | 10     |
| 1958/59 | Birmingham City F.C.         | Anglia | Division One | 34    | 8      |
| 1959/60 | Birmingham City F.C.         | Anglia | Division One | 39    | 13     |
| 1960/61 | Birmingham City F.C.         | Anglia | Division One | 10    | 3      |
| 1960/61 | Sunderland A.F.C.            | Anglia | Division Two | 26    | 6      |
| 1961/62 | Sunderland A.F.C.            | Anglia | Division Two | 33    | 9      |
| 1962/63 | Sunderland A.F.C.            | Anglia | Division Two | 6     | 1      |

## Kariera reprezentacyjna
W 1954 Hooper uczestniczył w mistrzostwach świata. Na turnieju w Szwajcarii był rezerwowym i nie wystąpił w żadnym spotkaniu. Nigdy nie zdołał zadebiutować w reprezentacji Anglii.